# Alexander John Ellis
Alexander John Ellis (14 giugno 1814 – 28 ottobre 1890) è stato un matematico, fisico, filologo e studioso di fonetica britannico.

## Biografia
Inizialmente specializzato in matematica e studi classici, divenne un noto fonetista del suo tempo. Attraverso il suo interesse alla fonetica studiò anche il tono vocale e, per estensione, il tono musicale così come il linguaggio e il canto.
Ellis è inoltre conosciuto per aver tradotto e ampiamente commentato On The Sensation Of Tone (Della Sensazione Del Tono) di Hermann von Helmholtz. La seconda edizione di questa traduzione, pubblicata nel 1885, contiene un'appendice che riassume il lavoro personale di Ellis sulle relative problematiche.
Nei suoi scritti sul tono musicale e sulle scale, nel 1885, Ellis elaborò la sua nozione e notazione di cents per l'intervallo musicale che divenne specialmente importante in musicologia comparata (disciplina che ha dato luogo all'etnomusicologia), poiché permise di determinare esattamente l'altezza dei suoni mediante la suddivisione di un semitono temperato in cento parti. Analizzando le scale (sistema tonale) di varie tradizioni musicale extra-europee, Ellis dimostrò anche che la diversità dei sistemi tonali non può essere spiegata attraverso un'unica legge, com'era sostenuto dai precedenti studiosi.
Nella parte V della sua opera On Early English Pronunciation (Della Prima Pronuncia Dell'Inglese), applicò il Test Linguistico in Gran Bretagna, e distinse 42 dialetti differenti in Inghilterra e nelle pianure scozzesi.
Alcune voci dicono che Ellis fosse pitch-deaf, "sordo alle variazioni di altezza tonale", cioè che non riuscisse a distinguere i toni con le sue orecchie. Sarebbe difficile oggi dimostrare quest'affermazione.